# Money (canción de Pink Floyd)
"Money" es la sexta canción compuesta por Roger Waters y cantado por David Gilmour, grabada y publicado por la banda de rock progresivo Pink Floyd, lanzado el 1 de marzo de 1973, como parte del álbum The Dark Side of the Moon. Es la canción que abre la segunda cara en las ediciones en LP.

## Composición

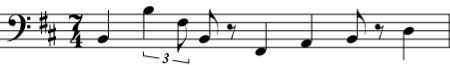
Riff del bajo, característico de la canción.

"Money" está compuesta en 7/4, mientras que la mayoría de las canciones está en compás de 4/4 y la mayoría del resto en 3/4. Durante el solo de guitarra la canción cambia a 12/8, luego vuelve a 7/4 y termina en 12/8 nuevamente. Esto se hizo porque David Gilmour pensó que sería muy complicado escribir el solo en 7/4.
Estos cambios de tiempo le dan a la canción un dinamismo muy atractivo.
La progresión de acordes está dada en un blues de doce compases, en Si menor. Dos versos en doce compases son seguidos es de una sección instrumental en doce compases conjuntamente con un saxofón tenor estilo funk, teclados, bajo y batería.

## Contexto
Roger Waters había hecho una versión demo en su casa, que él mismo describía como "correcta y muy inglesa", en The Making Of The Dark Side Of The Moon, muy distinta a la blusera y editada.
Aunque está acreditada a Roger Waters, ya que escribió la composición y las letras, es realmente una pieza de grupo: los cambios de tiempo que logró David Gilmour, Dick Parry –compañero de Gilmour en su anterior banda Jokers Wild– con su solo de saxofón, y Richard Wright y Nick Mason improvisando sus partes.
La apertura fue ensamblada en 7/4 y fue armada luego de grabar cada sonido por separado, una hoja de papel rompiéndose, la apertura de una caja registradora y una bolsa de monedas cayendo. Se grabó cada sonido en una cinta distinta y se fueron superponiendo unos con otros, y grabándose hasta lograr completar el collage.
La canción trata del dinero y sus propiedades para corromper los ideales de las personas, la letra tiene un tono irónico que se mantiene en toda la canción, refleja la visión socialista sobre el dinero que tiene Roger Waters.
"Money" continúa siendo una de las dos únicas canciones que fueron escritas en tiempo 7/4, y que lograron llegar al top 20 en los Estados Unidos (la otra es "All You Need Is Love", de The Beatles, que logró el puesto n.º 1). "Money" llegó al puesto n.º 13.
"Money" fue regrabada en 1981 para el álbum recopilatorio A Collection of Great Dance Songs, porque Capitol se negó a cederle los derechos a Columbia Records en Estados Unidos. David Gilmour se encargó de tocar cada uno de los instrumentos, salvo el saxofón para el cual llamó a Dick Parry, y la canción se grabó en New Roydonia Studios.

## Otras versiones
- Dan Reed Network hizo una versión de la canción en su álbum de 1991 The Heat.
- Una versión orquestal, arreglada por Jaz Coleman and y tocada por la Filarmónica de Londres conducida por Peter Scholes, aparece en el álbum instrumental de 1995 Us and Them: Symphonic Pink Floyd.
- Velvet Revolver hizo una versión para la reedición de 2003 de la película The Italian Job. Los cambios incluyeron doblar el riff inicial de bajo con una línea de guitarra, y reemplazar el solo de saxo con otro solo de guitarra tocado por el exguitarrista de Guns N' Roses, Slash. (Las dos partes de la guitarra fueron tocadas por medio de una talk box).
- La banda de metal progresivo Dream Theater hizo una versión junto a John Petrucci cambiando un poco los dos riffs de guitarra.
- Easy Star All-Stars hizo una versión en el álbum Dub Side of the Moon, lanzado el 18 de febrero de 2003 por Easy Star Records. Los sonidos de la caja registradora fueron cambiados por los de un hombre encendiendo una pipa de agua.
- Eric Burdon grabó una versión en 1999 con la British Rock Symphony Orchestra.
- Dave Matthews Band la tocó en varias ocasiones. Una de esas aparece en el álbum Live Trax Vol. 15.
- Una versión estilo "funk" de la canción aparece (junto con las otras canciones del álbum) en el álbum de versiones de The Flaming Lips titulado The Dark Side of the Moon.
- En la película Pink Floyd The Wall, durante The Happiest Days of Our Lives, el maestro le arrebata un poema a Pink. Este poema es un segmento de Money (Money, get back, I'm all right Jack, keep your hands off my stack. New car, caviar, four star daydream, think i buy me a football team).
- Of Mice & Men hizo una versión en el álbum Defy, lanzado el 19 de enero de 2018 por Rise Records.

## Créditos
Pink Floyd:
- Roger Waters - Bajo.
- David Gilmour - Guitarra (Fender Stratocaster), voz y efectos de cinta.
- Richard Wright - piano eléctrico Wurlitzer.
- Nick Mason - Batería y efectos de cinta.

Otros participantes:
- Dick Parry - Selmer SA80 Series II Baritone sax.